# Maurice-Régis Blondeau
Pour les articles homonymes, voir Blondeau.
 Maurice-Régis Blondeau  (23 juin 1734 – 13 juillet 1809) était un commerçant de fourrures, officier de milice, et titulaire d'un poste au Canada. Blondeau est né dans une famille de marchands de Montréal en Nouvelle-France. Il est devenu associé au commerce de la fourrure et a consacré le début de sa carrière spécialisée dans le commerce avec les autochtones de la région de l'Illinois.
En 1757, pendant la guerre de Sept Ans, il est employé par Joseph-Michel Cadet, qui était fournisseur général avec les forces françaises en Nouvelle-France, et a passé une année au Fort Saint-Frédéric au lac Champlain. Après 1763, il a fait une incursion en occidental et transforma l'incursion en réussite. Visitant le Fort La Reine et le Fort Dauphin, deux forts construit par Pierre Gaultier de Varennes et de La Vérendrye. Il a alors organisé des voyages marchands à Grand Portage et Fort Michilimackinac pour son père. Ses partenaires commerciaux et ses associations se sont développés grandement et ainsi ont fait sa richesse.
Blondeau est devenu un homme d'affaires important à Montréal et a été activement dans une variété de choix immobiliers. Il s'associa à Joseph Quesnel sur un certain nombre d'entreprises. Il était également capitaine dans la milice et un juge de paix. Maurice-Régis est également un des 19 membres fondateurs du Beaver Club en 1785.

## Source
- (en) Cet article est partiellement ou en totalité issu de l’article de Wikipédia en anglais intitulé « Maurice-Régis Blondeau » (voir la liste des auteurs).